# Fyodor Fedotovich Kuznetsov
Fyodor Fedotovich Kuznetsov (tiếng Nga: Фёдор Федотович Кузнецов; 1904-1979) là một Thượng tướng Liên Xô, người đứng đầu tình báo quân sự Liên Xô trong Thế chiến thứ hai.

## Tiểu sử
Ông sinh ngày 6 tháng 9 (tức 19 tháng 9 theo lịch mới) năm 1904 tại làng Pritykino, tỉnh Ryazan, nay là vùng Lipetsk (Nga).
- Từ năm 1925, ông làm công nhân cơ khí tại một nhà máy ở Moskva. Năm 1926, ông gia nhập CPSU (b). Từ năm 1930, chủ tịch ủy ban nhà máy, phó giám đốc nhà máy. Năm 1931, ông tốt nghiệp trường công nhân (rabfak).
- Năm 1937-1938 - Bí thư thứ nhất của Ủy ban vô sản quận CPSU (B.) (Moskva).
- Từ năm 1938 tham gia Hồng quân.
- Năm 1938 - trưởng phòng nhân sự của Tổng cục Chính trị Hồng quân.
- Từ tháng 6 năm 1938 đến 1942 - Phó chủ nhiệm Tổng cục Chính trị Hồng quân (năm 1940-1941 - kiêm Cục trưởng Cục Tuyên giáo chính trị Hồng quân).
- Từ tháng 7 đến tháng 10 năm 1942 - Thành viên Hội đồng Quân sự của Tập đoàn quân 60 (Phương diện quân Voronezh).
- Từ tháng 10 năm 1942 đến tháng 3 năm 1943 - thành viên Hội đồng Quân sự của Phương diện quân Voronezh.
- Từ tháng 4 năm 1943 đến tháng 7 năm 1945 - Trưởng ban Tình báo Quân đội của Bộ Tổng tham mưu, rồi Tổng cục Tình báo của Bộ Tổng tham mưu - Phó Tổng Tham mưu trưởng Hồng quân.
- Từ tháng 7-1945 đến tháng 9 năm 1947 - Tổng cục trưởng Tổng cục Tình báo Bộ Tổng tham mưu - Phó Tổng Tham mưu trưởng Quân đội Liên Xô.
- Từ tháng 9 năm 1947 đến tháng 9 năm 1949 - Phó Chủ tịch Ủy ban Thông tin thuộc Hội đồng Bộ trưởng Liên Xô.
- Từ tháng 9 năm 1949 đến tháng 3 năm 1953 - lãnh đạo Tổng cục Chính trị Lực lượng vũ trang Liên Xô.
- Từ tháng 3 năm 1953 đến 1957, ông là Tổng cục trưởng Tổng cục Nhân sự Bộ Quốc phòng Liên Xô.
- Từ tháng 5 năm 1957 đến 1959 - Trưởng phòng Học viện Quân sự-Chính trị mang tên V.I. Lenin.
- Từ tháng 7 năm 1959 đến 1969 - Thành viên Hội đồng Quân sự - Trưởng phòng Hành chính Chính trị của Cụm binh đoàn phía Bắc.
- Tháng 7 năm 1969, nghỉ hưu.
- Năm 1939-1952, ông là thành viên của Ủy ban Kiểm toán Trung ương Đảng Cộng sản Liên Xô, năm 1952-1956, ông là thành viên Ban Chấp hành Trung ương Đảng Cộng sản Liên Xô, năm 1956-1961, ông lại là thành viên Ủy ban Kiểm toán Trung ương Đảng Cộng sản Liên Xô.

Ông qua đời ngày 16 tháng 1 năm 1979 tại Moskva

## Lịch sử quân hàm
- Chính ủy Lữ đoàn (1938) [2]
- Chính ủy Sư đoàn (7.5.1938)
- Chính ủy Quân đoàn (2.9.1939)
- Chính ủy Tập đoàn quân bậc 2 (17/11/1941)
- Trung tướng (12/12/1942)
- Thượng tướng (29/07/1944)

## Giải thưởng
- 2 Huân chương Lenin
- Huân chương Suvorov hạng Nhất (06/04/1945)
- Huân chương Kutuzov hạng Nhất (29/07/1944)
- Huân chương Chiến tranh Vệ quốc hạng Nhất
- 4 Huân chương Sao đỏ
- 5 huân chương nước ngoài[1]

## Văn học
- Kolpakidi A. [I.] GRU trong cuộc chiến tranh vệ quốc vĩ đại. - M.: Yauza: Eksmo, 2010.-- 608 tr. - (GRU) - 3000 bản. - Mã số 980-5-699-41251-8
- Sergeev I. "... Feduzv Kuznetsov của chúng tôi Fedotovich." // "Sao đỏ". - 2019, ngày 6/2. Lưu trữ ngày 22 tháng 2 năm 2020 tại Wayback Machine